# Мостюков, Ильдус Шайхуллисламович
Ильдус Шайхуллисламович Мостюков (6 марта 1928, Казань — 6 июля 2024, Казань) — советский учёный и общественный деятель, Герой Социалистического Труда (1980); один из создателей системы опознавания «свой-чужой»; автор 50 научных трудов, 24 авторских свидетельств на изобретения, кандидат технических наук, профессор.

## Биография
Ильдус Шайхуллисламович (иногда используется Ильдус Исламович) родился 6 марта 1928 года в Казани.
В 1947 году, после окончания Казанского механико-технологического техникума, начал свою трудовую деятельность в объединении «Казэнерго», где работал от техника-электрика до старшего инженера диспетчерской службы, одновременно учился заочно в Московском энергетическом институте. Затем перевёлся и окончил окончил радиотехнический факультет Казанского авиационного института, был направлен в Казанское ОКБ-294, где за последующие пять лет прошёл путь от инженера до начальника отдела КБ. В 1962 году, в связи с принятием специального постановления ЦК КПСС и Совета Министров СССР о создании новой отечественной общевойсковой системы радиолокационного вооружения, ОКБ-294 было преобразовано в головной институт страны (НИИ-334 Министерства радиопромышленности СССР), а его руководителем (генеральным конструктором) стал И. Ш. Мостюков. В период его работы (1962—1989 годы) было создано большое количество разных систем и образцов новейшей специальной техники, внедренных в народное хозяйство. А за создание единой государственной общевойсковой системы радиолокационного обнаружения Ильдус Шайхуллисламович был удостоен звания Героя Социалистического Труда, а сама работа была удостоена Ленинской и Государственной премий.
И. Ш. Мостюков занимался и общественной деятельностью — избирался депутатом Верховного Совета ТАССР и Казанского городского совета.
С 22 июля 1999 года, момента создания, является председателем общественной организации «Герои Татарстана», также является членом президиума Республиканского Совета ветеранов и политсовета «Татарстан − новый век».
После выхода на пенсию продолжал работать в НИИ «Радиоэлектроника». Жена — Гуляндам Газизовна, с которой он отметил золотой юбилей семейной жизни.
Умер 6 июля 2024 года в Казани в возрасте 96 лет. Похоронен в Казани на Арском кладбище.

## Награды
- В 1980 году И. Ш. Мостюкову было присвоено звание Героя Социалистического Труда с вручением ордена Ленина и золотой медали «Серп и Молот».
- Награждён орденом Трудового Красного Знамени, многими медалями, знаком «Почётный радист СССР».
- Был удостоен звания заслуженного деятеля науки и техники РСФСР.
- За заслуги перед республикой награждён почётными грамотами Президиума Верховного Совета ТАССР, обкома КПСС и Совмина ТАССР, Республики Татарстан
- Орден «За заслуги перед Отечеством» IV степени (2023)[7].
- Орден «За заслуги перед Республикой Татарстан» (2008)[8].
- Орден «Дуслык» (2018)[9].
- Медаль «За доблестный труд» (2005)[10].
- Почётный гражданин Казани (2005).
- Серебряная медаль Академии наук Республики Татарстан «За достижения в науке» (2013 год)[11].